# Burey-la-Côte
Burey-la-Côte é uma comuna francesa na região administrativa de Grande Leste, no departamento de Meuse. Estende-se por uma área de 4,29 km². Em 2010 a comuna tinha 89 habitantes (densidade: 20,7 hab./km²).
- «Chateau.over-blog.net» (em francês)